# Distrito electoral federal 3 del estado de México
El III Distrito Electoral Federal del Estado de México es uno de los 300 distritos electorales en los que se encuentra dividido el territorio de México para la elección de diputados federales y uno de los 40 en los que se divide el Estado de México. Su cabecera es Atlacomulco de Fabela.
El Tercer Distrito del Estado de México se encuentra ubicado en la zona noroeste del estado, desde 2022 lo conforman los municipios de Atlacomulco, Ixtlahuaca, Jiquipilco y Jocotitlán. Lo conforman 151 secciones electorales.

## Distritaciones anteriores

### Distritación 1996 - 2005
En el periodo de 1996 a 2005 el Tercer Distrito se encontraba ubicado en la región occidental del Estado de México, los municipios que lo integraban eran El Oro, Temascalcingo, San Felipe del Progreso, San José del Rincón y Villa Victoria. Su cabecera era San Felipe del Progreso.

### Distritación 2005 - 2017
En el periodo de 2005 a 2017 el distrito estuvo integrado por los municipios de Atlacomulco, Ixtlahuaca, Jiquipilco, Jocotitlán y El Oro. Su cabecera era Atlacomulco de Fabela.

### Distritación 2017 - 2022
Tras la distritación electoral nacional de 2014-2017 llevada a cabo por el Instituto Nacional Electoral el territorio del distrito electoral permaneció inalterado,  integrado por los municipios de Atlacomulco, Ixtlahuaca, Jiquipilco, Jocotitlán y El Oro. Su cabecera distrital era Atlacomulco de Fabela.

## Diputados por el distrito
| Legislatura   | Periodo                                           | Diputado                       | Grupo parlamentario                  |
| ------------- | ------------------------------------------------- | ------------------------------ | ------------------------------------ |
| I             | 7 de diciembre de 1857-17 de mayo de 1861         |                                |                                      |
| II            | mayo de 1861-mayo de 1863                         |                                |                                      |
| III           | 20 de octubre de 1863-1865                        |                                |                                      |
| IV            | 5 de noviembre de 1867-14 de septiembre de 1868   |                                |                                      |
| V             | 15 de septiembre de 1869-15 de septiembre de 1871 |                                |                                      |
| VI            | 15 de septiembre de 1871-15 de septiembre de 1873 |                                |                                      |
| VII           | 15 de septiembre de 1873-15 de septiembre de 1875 |                                |                                      |
| VIII          | 15 de septiembre de 1875-22 de mayo de 1878       |                                |                                      |
| IX            | 2 de septiembre de 1878-15 de septiembre de 1880  |                                |                                      |
| X             | 16 de septiembre de 1880-15 de septiembre de 1882 |                                |                                      |
| XI            | 16 de septiembre de 1882-15 de septiembre de 1884 |                                |                                      |
| XII           | 16 de septiembre de 1884-15 de septiembre de 1886 |                                |                                      |
| XIII          | 16 de septiembre de 1886-15 de septiembre de 1888 |                                |                                      |
| XIV           | 16 de septiembre de 1888-15 de septiembre de 1890 |                                |                                      |
| XV            | 16 de septiembre de 1890-15 de septiembre de 1892 |                                |                                      |
| XVI           | 16 de septiembre de 1892-15 de septiembre de 1894 |                                |                                      |
| XVII          | 16 de septiembre de 1894-15 de septiembre de 1896 |                                |                                      |
| XVIII         | 16 de septiembre de 1896-15 de septiembre de 1898 |                                |                                      |
| XIX           | 16 de septiembre de 1898-15 de septiembre de 1900 |                                |                                      |
| XX            | 16 de septiembre de 1900-15 de septiembre de 1902 |                                |                                      |
| XXI           | 16 de septiembre de 1902-15 de septiembre de 1904 |                                |                                      |
| XXII          | 16 de septiembre de 1904-15 de septiembre de 1906 |                                |                                      |
| XXIII         | 16 de septiembre de 1906-15 de septiembre de 1908 |                                |                                      |
| XXIV          | 16 de septiembre de 1908-15 de septiembre de 1910 |                                |                                      |
| XXV           | 16 de septiembre de 1910-15 de septiembre de 1912 |                                |                                      |
| XXVI          | 16 de septiembre de 1912-10 de octubre de 1913    | Demetrio López                 |                                      |
| XXVI (bis)    | 16 de noviembre de 1913-5 de agosto de 1914       |                                |                                      |
| Constituyente | 1 de diciembre de 1916-5 de febrero de 1917       | Enrique O'Farrill              |                                      |
| XXVII         | 15 de abril de 1917-31 de agosto de 1918          | Arturo Ruiz Estrada            |                                      |
| XXVIII        | 1 de septiembre de 1918-31 de agosto de 1920      |                                |                                      |
| XXIX          | 1 de septiembre de 1920-31 de agosto de 1922      |                                |                                      |
| XXX           | 1 de septiembre de 1922-31 de agosto de 1924      | Demetrio Hinostrosa            |                                      |
| XXXI          | 1 de septiembre de 1924-31 de agosto de 1926      |                                |                                      |
| XXXII         | 1 de septiembre de 1926-31 de agosto de 1928      |                                |                                      |
| XXXIII        | 1 de septiembre de 1928-31 de agosto de 1930      |                                |                                      |
| XXXIV         | 1 de septiembre de 1930-31 de agosto de 1932      |                                |                                      |
| XXXV          | 1 de septiembre de 1932-31 de agosto de 1934      |                                |                                      |
| XXXVI         | 1 de septiembre de 1934-31 de agosto de 1937      |                                |                                      |
| XXXVII        | 1 de septiembre de 1937-31 de agosto de 1940      |                                |                                      |
| XXXVIII       | 1 de septiembre de 1940-31 de agosto de 1943      |                                |                                      |
| XXXIX         | 1 de septiembre de 1943-31 de agosto de 1946      |                                |                                      |
| XL            | 1 de septiembre de 1946-31 de agosto de 1949      |                                |                                      |
| XLI           | 1 de septiembre de 1949-31 de agosto de 1952      |                                |                                      |
| XLII          | 1 de septiembre de 1952-31 de agosto de 1955      |                                |                                      |
| XLIII         | 1 de septiembre de 1955-31 de agosto de 1958      | Leopoldo Trejo Aguilar         | Partido Revolucionario Institucional |
| XLIV          | 1 de septiembre de 1958-31 de agosto de 1961      | Sidronio Choperena Ocariz      | Partido Revolucionario Institucional |
| XLV           | 1 de septiembre de 1961-31 de agosto de 1964      | Heliodoro Díaz López           | Partido Revolucionario Institucional |
| XLVI          | 1 de septiembre de 1964-31 de agosto de 1967      | Enrique González Vargas        | Partido Revolucionario Institucional |
| XLVII         | 1 de septiembre de 1967-31 de agosto de 1970      | Fernando Suárez del Solar      | Partido Revolucionario Institucional |
| XLVIII        | 1 de septiembre de 1970-31 de agosto de 1973      | Rafael Riva Palacio            | Partido Revolucionario Institucional |
| XLIX          | 1 de septiembre de 1973-31 de agosto de 1976      | Jorge Hernández García         | Partido Revolucionario Institucional |
| L             | 1 de septiembre de 1976-31 de agosto de 1979      | José Delgado Valle             | Partido Revolucionario Institucional |
| LI            | 1 de septiembre de 1979-31 de agosto de 1982      | Alberto Rábago Camacho         | Partido Revolucionario Institucional |
| LII           | 1 de septiembre de 1982-31 de agosto de 1985      | Hugo Díaz Velázquez            | Partido Revolucionario Institucional |
| LIII          | 1 de septiembre de 1985-31 de agosto de 1988      | Alberto Rábago Camacho         | Partido Revolucionario Institucional |
| LIV           | 1 de septiembre de 1988-31 de octubre de 1991     | Octavio Moreno Toscano         | Partido Popular Socialista (México)  |
| LV            | 1 de noviembre de 1991-31 de octubre de 1994      | Armando Neyra Chávez           | Partido Revolucionario Institucional |
| LVI           | 1 de noviembre de 1994-31 de agosto de 1997       | Lauro Rendón Castrejón         | Partido Revolucionario Institucional |
| LVII          | 1 de septiembre de 1997-31 de agosto de 2000      | Emma Salinas López             | Partido Revolucionario Institucional |
| LVIII         | 1 de septiembre de 2000-8 de enero de 2003        | Juan Manuel Martínez Nava      | Partido Revolucionario Institucional |
| LVIII         | 8 de enero de 2003-14 de marzo de 2003            | Vacante                        | Partido Revolucionario Institucional |
| LVIII         | 14 de marzo de 2003-13 de agosto de 2003          | Juan Manuel Martínez Nava      | Partido Revolucionario Institucional |
| LVIII         | 13 de agosto de 2003-31 de agosto de 2003         | Vacante                        | Partido Revolucionario Institucional |
| LIX           | 1 de septiembre de 2003-31 de agosto de 2006      | José Rangel Espinosa           | Partido Revolucionario Institucional |
| LX            | 1 de septiembre de 2006-31 de agosto de 2009      | Óscar Cárdenas Monroy          | Partido Revolucionario Institucional |
| LXI           | 1 de septiembre de 2009-31 de agosto de 2012      | Emilio Chuayffet Chemor        | Partido Revolucionario Institucional |
| LXII          | 1 de septiembre de 2012-31 de agosto de 2015      | José Rangel Espinosa           | Partido Revolucionario Institucional |
| LXIII         | 1 de septiembre de 2015-16 de septiembre de 2017  | Fidel Almanza Monroy           | Partido Revolucionario Institucional |
| LXIII         | 19 de septiembre de 2017-26 de febrero de 2018    | Marco Antonio Barranco Sánchez | Partido Revolucionario Institucional |
| LXIII         | 26 de febrero de 2018-31 de agosto de 2018        | Fidel Almanza Monroy           | Partido Revolucionario Institucional |
| LXIV          | 1 de septiembre de 2018-3 de agosto de 2021       | María Teresa Marú Mejía        | Partido del Trabajo (México)         |
| LXIV          | 3 de agosto de 2021-31 de agosto de 2021          | Vacante                        | Partido del Trabajo (México)         |
| LXV           | 1 de septiembre de 2021-31 de agosto de 2024      | Óscar Cárdenas Monroy          | Partido Revolucionario Institucional |
| LXVI          | 1 de septiembre de 2024-31 de agosto de 2027      | Diana Castillo Gabino          | Partido del Trabajo (México)         |

## Resultados Electorales

### Elecciones de 2024
|  | 56.24 % |

|  | 32.01 % |

|  | 8.89 % |

|  | 0.10 % |

|  | 2.76 % |

|  | 100.0 % |

|  | 68.83 % |

### Elecciones de 2021
|  | 41.84 % |

|  | 38.20 % |

|  | 7.92 % |

|  | 4.07 % |

|  | 3.90 % |

|  | 1.43 % |

|  | 0.04 % |

|  | 2.60 % |

|  | 100.00 % |

|  | 63.41 % |

### Elecciones de 2018
|  | 45.15 % |

|  | 31.48 % |

|  | 19.90 % |

|  | 0.03 % |

|  | 3.44 % |

|  | 100.00 % |

|  | 71.31 % |

### Elecciones de 2009
|  | Partido Acción Nacional                        |  | Rodolfo Bastida Mendoza |
|  | Coalición Primero México (PRI, PVEM)           |  | Emilio Chuayffet        |
|  | Partido de la Revolución Democrática           |  | Efrén Flores Martínez   |
|  | Coalición Salvemos a México (PT, Convergencia) |  | Lucio García Sánchez    |
|  | Partido Nueva Alianza                          |  | Edmundo Plata Plata     |
|  | Partido Socialdemócrata                        |  | Juan González Cruz      |
|  | Partido Futuro Democrático                     |  |                         |